# 夢みるアドレセンス
夢みるアドレセンス（ゆめみるアドレセンス）は、日本の女性アイドルグループ。タンバリンアーティスツ所属。愛称は「夢アド」。2025年から新体制で活動中。
グループ名のアドレセンス（adolescence）とは思春期のこと。ピチレモンのモデルを中心に結成された。ファンは「ユメトモ」と呼ばれる。

## 略歴
2012年7月9日に荻野可鈴、志田友美、山田朱莉、岡美咲、小林玲及び京佳の6名で結成。8月には第1回公演『秘密基地』を開催し、シングル「はじめての輝き」を発売した。同月、下北FMで『夢みるアドレセンスの「いつやるの?今でしょ!」』の配信も開始した。
2013年6月に表参道GROUNDでの定期公演を以って岡美咲が卒業。8月にはNHK連続テレビ小説『あまちゃん』にちなんでNHKが展開した「日本中が元気になる! 全国「あまちゃん」マップ あなたの町おこしキャンペーン」で地元サポーターを務める全国47都道府県ご当地アイドルの東京代表に選ばれた。
2014年11月に初めてのフルアルバム『第一思春期。』を発売した。
2015年3月にシングル「Bye Bye My Days」でソニー・ミュージックアソシエイテッドレコーズからメジャー・デビュー。10月にKawaiianTVで『夢みるアドレセンスぐんぐんバラエティ!「YUMETV!」』の放送が開始された。11月にはファン投票によりキャッチコピーが「カワイイだけじゃダメなんですか!?」に決定。
2016年9月、年内発売予定としていたメジャー1stアルバムの無期延期を発表。10月に小林れいが喉の治療に専念するため無期限で活動休止。
2017年1月から山田朱莉が活動を自粛、3月に卒業。6月に小林れいが復帰。8月末から新メンバーオーディション『なれんの!?夢アド!?』を開催。CD購入者による投票により、12月18日にAKIBAカルチャーズ劇場で水無瀬ゆき、山下彩耶及び山口はのんが選ばれた（2期）。
2019年1月に山口はのんがレースクイーンチーム「MFGエンジェルス」のメンバーとなり『東京オートサロン2019』に出演した。4月にリリースイベントを以て京佳が卒業。7月には山口はのんが「ミスマガジン 2019」で読者特別賞を受賞した。12月20日に開催した渋谷・TSUTAYA O-EASTでのワンマンライブライブを以て荻野可鈴、志田友美、小林れい及び水無瀬ゆきが卒業。同時にプロデューサーも運営を離れた。翌21日に開催した渋谷Milkywayでのワンマンライブで鳴海寿莉亜と白川蘭珠が加入、新体制での活動を開始（3期）。
2020年6月に渋谷クロスFMで『夢アドの．な〇〇』（ゆめあどのドットなまるまる）の放送を開始。同番組内で新キャッチコピーが「カワイイの公式」に決定した。10月から新メンバーオーディション『なれんの!?夢アド!?2020』を開催。ミクチャでの配信審査及びライブ審査を経て12月26日に池袋HUMAXシネマズで開催したイベントに於いて立花彩夏、日比谷聖來、石森晶乃及び万里川かれんが新メンバーに選ばれた（4期）。
2021年2月3日、妹分グループの「YUMEADO EUROPE」を結成。2月に学業に専念するため立花彩夏が脱退。12月5日に体調不良のため石森晶乃が脱退。12月27日に新宿ReNYで開催したワンマンライブを以て山口はのん、山下彩耶、白川蘭珠、万里川かれんが卒業。
2022年3月21日、ミクチャでの配信審査及びライブ審査を経て下北沢シャングリラで開催された新メンバーオーディション『なれんの!?夢アド!?2022』に於いて櫻野ちひろ、藤白れもん、柊木まあや、関根奈々葉、安達玲奈及び最上真凪の6名が選ばれ（5期）、5月12日に白金高輪SELENE b2で開催されたワンマンライブでデビューした。12月、週刊プレイボーイにて藤白れもんがグラビアアイドルとして初掲載。
2023年1月23日、渋谷GRITで開催したライブを以て関根奈々葉が卒業。7人編成となった。5月には安達玲奈が「ミスマガジン2023」ベスト16にエントリーされたが、受賞はならなかった。
2023年5月17日付で最上真凪と日比谷聖來が卒業。日比谷は同事務所の後輩グループに当たる『CALL MY NAME』に異動する予定だったが、同月30日付で異動を撤回したことが報じられた。その後日比谷は『Karman』（カルマ）、最上は『遥か、彼方。』といった新グループにそれぞれ異動している。
2023年6月4日、WITH HARAJUKU HALLで行われたライブで工藤咲姫・三原わかな（6期）の2人をお披露目。工藤はYUMEADO CiTRONからの異動である。
2023年9月30日、下北沢ADRIFTで行われたライブで船戸ゆきのをお披露目。船戸は5月までYUMEADO EUROPEに所属していた。
2023年12月19日、Shibuya Pleasure Pleasureで行われたライブ・イベント出演をもって櫻野ちひろが卒業。同月28日、Shibuya Club Asiaで行われたライブ・イベント出演をもって安達玲奈が卒業。
2024年2月、藤白れもん、工藤咲姫、船戸ゆきのがそれぞれ卒業し、3人体制に。
2024年7月1日、同年9月での現体制終了を発表。9月28日、下北沢シャングリラでラストライブ『夢みるアドレセンス現体制終了LIVE』を開催し、9月30日に現体制終了。
2025年2月13日～19日、新体制メンバー7人（桜羽このは・櫻井ゆの・宇佐木にの・楠本りり・深津花琳・楸梨加・花咲みちる）を公開、3月20日、新体制プレデビューライブを開催した。5月2日、深津花琳が脱退し、6人体制に。5月11日、デビューライブを開催し正式デビューした。

## メンバー
| 名前                       | 生年月日（年齢）       | 出身地   | 身長  | 担当色     | 加入          | 備考 |
| -------------------------- | ---------------------- | -------- | ----- | ---------- | ------------- | ---- |
| 桜羽このは さくらば このは | 2000年9月6日（24歳）   | 沖縄県   | 156cm | RED        | 2025年3月20日 |      |
| 櫻井ゆの さくらい ゆの     | 2004年11月30日（20歳） | 東京都   | 154cm | PINK       | 2025年3月20日 |      |
| 宇佐木にの うさぎ にの     | 2001年5月10日（24歳）  | 東京都   | 165cm | PURPLE     | 2025年3月20日 |      |
| 楠本りり くすもと りり     | 2007年2月25日（18歳）  | 埼玉県   | 148cm | WHITE      | 2025年3月20日 |      |
| 楸梨加 ひさぎ りか         | 2001年10月26日（23歳） | 神奈川県 | 159cm | BLUE       | 2025年3月20日 |      |
| 花咲みちる はなさき みちる | 2005年10月28日（19歳） | 滋賀県   | 165cm | LIGHT BLUE | 2025年3月20日 |      |

### 旧メンバー
| 名前                         | 生年月日（年齢）       | 出身地   | 担当色   | 加入期 | 脱退          | 備考                                              |
| ---------------------------- | ---------------------- | -------- | -------- | ------ | ------------- | ------------------------------------------------- |
| 岡美咲 おか みさき           | 1997年6月20日（28歳）  | 埼玉県   | 緑       | 1期    | 2013年6月     | 元ピチレモン専属モデル                            |
| 山田朱莉 やまだ あかり       | 1996年5月25日（29歳）  | 大阪府   | 紫       | 1期    | 2017年3月     | 元ピチレモン専属モデル                            |
| 京佳 きょうか                | 1999年12月2日（25歳）  | 埼玉県   | 青       | 1期    | 2019年4月     | ミスiD2014 今泉力哉賞 YouTuberとしても活動        |
| 荻野可鈴 おぎの かりん       | 1995年10月12日（29歳） | 山梨県   | 赤       | 1期    | 2019年12月    | 元ピチレモン専属モデル                            |
| 志田友美 しだ ゆうみ         | 1997年2月11日（28歳）  | 岩手県   | 黄色     | 1期    | 2019年12月    | 元ピチレモン専属モデル                            |
| 小林れい こばやし れい       | 1997年11月29日（27歳） | 埼玉県   | オレンジ | 1期    | 2019年12月    | 元ピチレモン専属モデル 2015年11月に小林玲から改名 |
| 水無瀬ゆき みなせ ゆき       | 1995年2月12日（30歳）  | 千葉県   | 白       | 2期    | 2019年12月    |                                                   |
| 立花彩夏 たちばな あやか     | 2001年7月17日（24歳）  | 秋田県   | N/A      | 4期    | 2021年2月     | 元pramo                                           |
| 石森晶乃 いしもり あきの     | 1999年9月16日（25歳）  | 宮城県   | 緑       | 4期    | 2021年12月    |                                                   |
| 山口はのん やまぐち はのん   | 1999年7月15日（26歳）  | 兵庫県   | 紫       | 2期    | 2021年12月    | ミスマガジン2019 読者特別賞 MFGエンジェルス       |
| 山下彩耶 やました さや       | 2001年12月7日（23歳）  | 北海道   | ピンク   | 2期    | 2021年12月    | 元アクターズスタジオ北海道 後にタイトル未定       |
| 白川蘭珠 しらかわ らんじゅ   | 2002年5月28日（23歳）  | 東京都   | 白       | 3期    | 2021年12月    |                                                   |
| 万里川かれん まりかわ かれん | 2002年2月7日（23歳）   | 東京都   | 黄色     | 4期    | 2021年12月    |                                                   |
| 関根奈々葉 せきね ななは     | 2000年3月20日（25歳）  | 埼玉県   | 紫       | 5期    | 2023年1月     | 後にRiBORN                                        |
| 日比谷聖來 ひびや せいら     | 1997年7月27日（28歳）  | 広島県   | 黄色     | 4期    | 2023年5月     |                                                   |
| 最上真凪 もがみ まな         | 2003年9月16日（21歳）  | 青森県   | 赤       | 5期    | 2023年5月     |                                                   |
| 櫻野ちひろ さくらの ちひろ   | 1998年10月29日（26歳） | 千葉県   | ピンク   | 5期    | 2023年12月    |                                                   |
| 安達玲奈 あだち れいな       | 2002年8月7日（23歳）   | 愛知県   | 紫       | 5期    | 2023年12月    | 元SKE48 第9期研究生                               |
| 藤白れもん ふじしろ れもん   | 1999年2月13日（26歳）  | 東京都   | WHITE    | 5期    | 2024年2月4日  | 『グラビアネクスト2021』グランプリ→元ラストノート |
| 工藤咲姫 くどう さき         | 2007年7月10日（18歳）  |          | YELLOW   | 6期    | 2024年2月12日 | 元YUMEADO CiTRON                                  |
| 船戸ゆきの ふなと ゆきの     | 1998年2月8日（27歳）   | 神奈川県 | BLUE     | 6期    | 2024年2月17日 | 元YUMEADO EUROPE→元Neo Standard                   |
| 鳴海寿莉亜 なるみ じゅりあ   | 1998年11月17日（26歳） | 東京都   | RED      | 3期    | 2024年9月30日 | リーダー（～2024年9月30日）                       |
| 柊木まあや ひいらぎ まあや   | 1999年12月1日（25歳）  | 千葉県   | GREEN    | 5期    | 2024年9月30日 |                                                   |
| 三原わかな みはら わかな     | 2007年3月6日（18歳）   | 三重県   | ORANGE   | 6期    | 2024年9月30日 |                                                   |
| 深津花琳 ふかつ かりん       | 2006年1月10日（19歳）  | 北海道   | GREEN    | 7期    | 2025年5月2日  |                                                   |

## 作品
順位はオリコン週間ランキング最高位。

### シングル
1. はじめての輝き（2012年8月27日、n/a）
2. 夢みる太陽/アドレセンス（2013年1月20日、n/a）
3. マワルセカイ（2014年4月22日、10位）
4. 証明ティンエイジャー（2014年9月9日、5位）
5. Bye Bye My Days（2015年3月18日、7位）
6. サマーヌード・アドレセンス（2015年7月15日、7位）
7. 舞いジェネ!（2016年1月20日、4位）
8. おしえてシュレディンガー/ファンタスティックパレード（2016年4月27日、8位）
9. Love for You（2016年7月27日、10位）
10. 大人やらせてよ（2016年11月23日、13位）
11. 恋のエフェクトMAGIC（2017年1月18日、12位[52]）
12. アイドルレース（2017年1月18日、11位）
13. ララララ・ライフ(2017年7月19日、12位[53]）
14. 20xx/Exceeeed !!（2017年11月15日、8位）
15. 桜（2018年3月14日、14位）
16. メロンソーダ（2018年7月25日、12位）
17. START DAY（2021年5月19日、22位）
18. アクセラレーター/夏が来たぜ!!（2022年11月22日、16位）

### アルバム
1. 泣き虫スナイパ→（2013年5月28日、30位）
2. 純情マリオネット（2013年11月26日、26位）
3. 第一思春期。（2014年11月26日、196位[54]）
4. SEVEN STAR（2019年3月13日、16位）
5. SUPER JET SUPER（2020年9月30日、48位）

### ベスト・アルバム
1. 5（2017年3月22日、17位）

### 映像作品
1. 夢みるアドレセンス 輝け!夢アドアワード2014（2015年3月25日）
2. ＃ユメトモの輪ツアー2015春 at 中野サンプラザ（2015年8月12日）
3. ＃ユメトモの舞ツアー2015秋（2016年3月23日）

### タイアップ
| タイトル                   | タイアップ                                                           |
| -------------------------- | -------------------------------------------------------------------- |
| 純情マリオネット           | テレビ東京『オードリーの神アプリ@新世紀-UP DATE-』エンディングテーマ |
| ハナモモ                   | 静岡朝日テレビ『ピンクス』2013オープニングテーマ                     |
| キャンディちゃん           | テレビ朝日『Candy by Ameba』期間限定CMソング                         |
| ステルス部会25:00          | テレビ東京『トラの門スポーツ』エンディングテーマ                     |
| フォトシンテシス           | スマホゲーム「ザクセスヘブン」主題歌                                 |
| くらっちゅサマー           | KFCクラッシャーズキャンペーンソング                                  |
| 舞いジェネ!                | テレビ東京『ざっくりハイタッチ』エンディングテーマ                   |
| 小さなストーリー           | フジテレビ系『南くんの恋人〜my little lover』挿入歌                  |
| ファンタスティックパレード | 映画『トイレの花子さん新章 〜花子VSヨースケ〜』主題歌                |
| おしえてシュレディンガー   | 読売テレビ系『ダウンタウンDX』エンディングテーマ                     |
| Rainbow Rain               | フジテレビ『きみはペット』オープニングテーマ                         |
| ララララ・ライフ           | 毎日放送系『プレバト!!』エンディングテーマ                           |
| 20xx                       | 日本テレビ『タイムボカン 逆襲の三悪人』エンディングテーマ            |

## ライブ
| 日程                     | タイトル                                                         | 会場 |
| 2012年                   | 2012年                                                           | 2012年 |
| ------------------------ | ---------------------------------------------------------------- | --- |
| 8月12日 - 10月14日       | 「秘密基地」公演                                                 | 表参道GROUND |
| 12月16日 - 2013年1月20日 | 「夢見ル君想フ」公演                                             | 青山 月見ル君想フ |
| 2013年                   |                                                                  | |
| 2月17日                  | 定期公演                                                         | 新宿MARZ |
| 4月21日 - 5月26日        | 定期公演                                                         | 青山 月見ル君想フ |
| 6月23日 - 7月21日        | 定期公演                                                         | 表参道GROUND |
| 8月9日                   | 1周年記念公演 〜アドレセンスの夏休みはもう戻らない!〜            | マウントレーニアホール渋谷 |
| 9月23日                  | 定期公演                                                         | 下北沢GARDEN |
| 10月19日                 | セカンドミニアルバム発売決定記念公演                             | AKIBAカルチャーズ劇場 |
| 10月20日                 | 定期公演                                                         | 表参道GROUND |
| 12月28日                 | 夢アドアワード2013                                               | 恵比寿ザ・ガーデンルーム |
| 2014年                   |                                                                  | |
| 1月26日                  | 定期公演                                                         | 下北沢GARDEN |
| 3月3日                   | 定期公演                                                         | Mt.RAINIER HALL SHIBUYA PLEASURE PLEASURE                                                                                        |
| 5月6日                   | 夢コレ 〜夢みるコレクションin新宿BLAZE〜                         | 新宿BLAZE |
| 7月20日                  | 日本青年館・前夜祭公演                                           | Mt.RAINIER HALL SHIBUYA PLEASURE PLEASURE                                                                                        |
| 8月24日                  | 夢アド2周年!夏の夢コレ2014 in 日本青年館〜証明ティンエイジャー〜 | 日本青年館 |
| 10月2日 - 2016年9月15日  | YUMELIVE!                                                        | AKIBAカルチャーズ劇場 |
| 12月29日                 | 輝け!夢アドアワード2014                                          | 東京国際フォーラム・ホールC |
| 2015年                   |                                                                  | |
| 3月1日 - 4月25日         | #ユメトモの輪ツアー 2015 春                                      | 3月1日 umeda AKASO 3月8日 下北沢GARDEN 3月21日 名古屋 ell.FITS ALL 4月25日 中野サンプラザ                                        |
| 10月17日 - 11月15日      | #ユメトモの舞ツアー2015 秋                                       | 10月17日 名古屋 Electric Lady Land 10月25日 大阪 umeda AKASO 11月15日 メルパルク東京                                             |
| 2016年                   |                                                                  | |
| 3月15日 - 3月29日        | 夢アド春の3番勝負 〜Road to Zepp DiverCity〜                     | 3月15日 下北沢GARDEN（出演：Negicco） 3月22日 下北沢GARDEN（出演：バンドじゃないもん!） 3月29日 下北沢GARDEN（出演：東京女子流） |
| 5月14日 - 6月17日        | ユメ（トモ）の国ツアー2016                                       | 5月14日 大阪 BIGCAT 5月28日 名古屋 DIAMOND HALL 6月17日 Zepp DiverCity Tokyo                                                     |
| 9月23日 -                | YUMELIVE!JAPAN                                                   | 渋谷WWW |
| 10月2日                  | YUMELIVE!JAPAN in OSAKA                                          | 心斎橋FanJ |
| 2017年                   |                                                                  | |
| 1月14日 - 2月19日        | アルバム発売延期に3枚返しだ!ツアー2017                           | 1月14日 なんばHatch 1月15日 名古屋 DIAMOND HALL 2月19日 Zepp DiverCity Tokyo                                                     |
| 6月3日 - 6月20日         | 小林れい復活LIVE「ファンタスティック4」                          | 6月3日 SHIBUYA duo MUSIC EXCHANGE 6月20日 渋谷WWW                                                                                |
| 7月14日 - 9月30日        | 5th Anniversary Tour “真夏の夜のYUME LAND”                       | 7月14日 札幌KRAPS HALL 8月13日 恵比寿LIQUIDROOML 8月20日 梅田バナナホール 9月2日 伏見JAMMIN' 9月30日 仙台JUNK BOX                |

### 参加ライブ
- TOKYO IDOL FESTIVAL 2013（2013年7月27日）
  - TOKYO IDOL FESTIVAL 2014（2014年8月2日）
  - TOKYO IDOL FESTIVAL 2015（2015年8月2日）
  - TOKYO IDOL FESTIVAL 2016（2016年8月5日 - 7日）
- Thailand Comic Con 2014（2014年5月9日 - 11日、バンコク・サイアム・パラゴン）
  - Thailand Comic Con 2015（2015年5月1日 - 3日、バンコク・サイアム・パラゴン）
  - Thailand Comic Con 2016（2016年4月22日 - 24日、バンコク・サイアム・パラゴン）
- @JAM EXPO 2014（2014年8月31日、横浜アリーナ）[63]
  - @JAM EXPO 2015（2015年8月29日、横浜アリーナ）
  - @JAM 2016（2016年5月21日、Zepp DiverCity）
  - @JAM×ナタリー EXPO 2016（2016年9月24日・25日、幕張メッセ・国際展示場）
  - @JAM EXPO 2022（2022年8月28日、横浜アリーナ）
  - @JAM EXPO 2023（2023年8月27日、横浜アリーナ）
- Anime Idol Asia 2014（2014年10月25日、バンコク・サイアム・パラゴン）
  - Anime Idol Asia 2015（2015年4月30日、バンコク・サイアム・パラゴン）
- JAPAN EXPO IN THAILAND 2015（2015年2月8日、バンコク・サイアム・パラゴン）
- 第66回さっぽろ雪まつり（2015年2月10日）
- ニコニコ超会議2015（2015年4月26日、幕張メッセ）
- Tokyo Metro presents Yumemiru Adolescence Special Event（2016年2月19日、バンコク・セントラルワールド）
- ミュージックパーク 2016（2016年5月5日、日比谷公園）

## 出演

### テレビ
- Doki Doki Japan !!（2015年1月 - 、タイ王国・MCOT） - 地上波初レギュラー番組
- 夢みるアドレセンスぐんぐんバラエティ!「YUMETV!」（2015年10月 - 2016年8月、KawaiianTV）
- AKIBAカルチャーズ劇場 レギュラー公演生中継（2014年10月 - 2016年9月 （隔週木曜日）、アイドル専門チャンネルPigoo） - 定期公演『YUMELIVE!』を生中継
- いらこん（2014年、フジテレビ） - 番組内で1stアルバムジャケットを選出。

### テレビドラマ
- 南くんの恋人〜my little lover（2015年、フジテレビ） - 初回と最終回に出演
- ぼくのかぞく。（2023年、TOKYO MX他） - 鳴海寿莉亜

### 映画
- 金メダル男（2016年） - 泉一の高校の同級生 役[64]

### 舞台
- 遠く吠えて花火をあげる（2023年） - ルイ 役(心組) - 安達玲奈
- 愛知のオンナ（2023年）　-　泪 役(白キャスト)　-　柊木まあや

### ラジオ
- 夢みるアドレセンスの「いつやるの?今でしょ!」（2012年8月 - 2013年1月、下北ＦＭ・ニコニコ生放送・Ustream）[65] - 初の冠番組。毎回3名が出演
- 夢アドの．な〇〇 supported by チェキチャ（2020年6月 - 2022年2月[66]、渋谷クロスFM）
- 夢アドの「カワイイの公式」（2022年10月 - 2023年7月、渋谷クロスFM）

### ネット配信
- 夢アドと夢みまShowroom!!（2014年5月 - 2015年7月、SHOWROOM）毎週月曜19時配信
- 夢みるアドレセンスの王様のお願いカウントダウン王国ベストテン〜略してYUMEランキング〜（2017年9月 - 12月、FRESH LIVE）
- ミスマガTV（2019年7月23日 - 12月24日、YouTube） - 山口[67]